# Raimundo Frómeta
Raimundo Roberto Frómeta Carrión (Santiago di Cuba, 15 giugno 1955 – L'Avana, 26 giugno 2024) è stato un calciatore cubano, di ruolo difensore.

## Carriera
Con la Nazionale cubana partecipò alle Olimpiadi del 1980.